# Саори Аримачи
Саори Аримачи (јап. 有町 紗央里; 12. јул 1988) јапанска је фудбалерка.

## Репрезентација
За репрезентацију Јапана дебитовала је 2013. године. За тај тим одиграла је 6 утакмица.

## Статистика
| Јапан  | Јапан | Јапан |
| Год.   | Ута.  | Гол.  |
| ------ | ----- | ----- |
| 2013   | 1     | 0     |
| 2014   | 0     | 0     |
| 2015   | 4     | 0     |
| 2016   | 1     | 0     |
| Укупно | 6     | 0     |